# Hypocrita reedia
Hypocrita reedia là một loài bướm đêm thuộc phân họ Arctiinae, họ Erebidae.